# جادوگر (فیلم ۲۰۲۲)
جادوگر (انگلیسی: Magician) (به هندی: Jaadugar) فیلم هندی ورزشی زبان هندی است که در سال ۲۰۲۲ به نمایش درآمد. نویسنده فیلم بیسواپاتی سرکار بود و کارگردانی آن را سمیر ساکسنا برعهده داشت که تحت نشان کمپانی فیلمسازی تازه تأسیس به نام پوشام پا پیکچرز ساخته شد. بازیگران اصلی فیلم، جیتندرا کومار و آروشی شارما در نقش محوری به همراه جاوید جعفری و روکشار دیلون می‌باشند.